# Robertas Poškus
Robertas Poškus (ur. 5 maja 1979 w Kłajpedzie) – litewski piłkarz, występujący na pozycji napastnika.

## Kariera
Robertas grał w takich klubach jak : Atlantas Kłajpeda, Hamburger SV, FK Kareda, Žalgiris Wilno, Widzew Łódź, Polonia Warszawa, Krylia Sowietow Samara, Zenit Petersburg, Dinamo Moskwa, Rostów nad Donem, Bene Sachnin oraz Urał Jekaterynburg. Pierwszą bramkę w Polsce zdobył w meczu z Wisłą Kraków 3 marca 2000. Natomiast pierwszą bramkę w reprezentacji zdobył 26 lutego 2001 w meczu przeciwko Cyprowi.
W reprezentacji wystąpił 43 razy, strzelając 8 bramek.

## Sukcesy
Puchar Litwy
- Zwycięstwo: (1999)

Puchar Polski
- Zwycięstwo: (2001)